# Livre des Jubilés
Pour les articles homonymes, voir Jubilé.

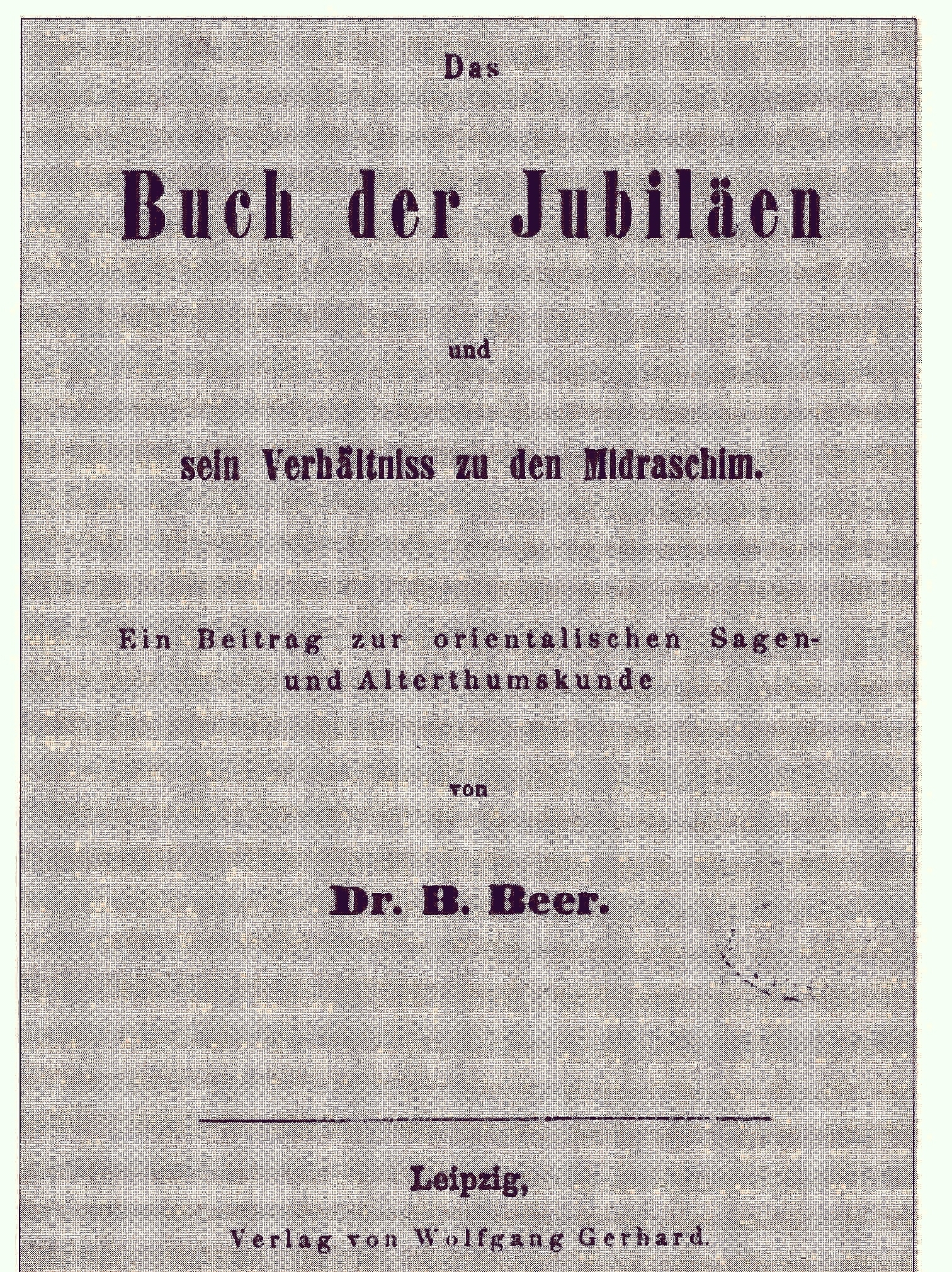
Bernhard Beer Le Livre des Jubilés et sa relation avec les Midrashim 1856.

Le Livre des Jubilés, aussi appelé en grec « leptogenèse », c'est-à-dire Genèse mineure, est un pseudépigraphe attribué à Moïse qui présente l'histoire des patriarches depuis la Création jusqu'à l'instauration de la fête de Pâque.
Les Jubilés sont un exemple de Bible réinventée. Produit par des milieux juifs pendant la période du Second Temple, le livre n'a pas obtenu de statut canonique dans le judaïsme rabbinique et n'a pas été intégré à la Septante. Il a cependant été inclus dans le canon de l'Église éthiopienne orthodoxe. Diffusé en Europe à partir du XIXe siècle, lorsque des manuscrits ont été rapportés d'Éthiopie, il est traduit du guèze en plusieurs langues. Il ne suscite que peu d'intérêt dans la communauté universitaire avant la découverte de plusieurs fragments en hébreu parmi les rouleaux de la mer Morte. La bibliothèque de la Pléiade l'a inclus dans son édition des Écrits intertestamentaires.

## Composition et datation
Le Livre des Jubilés a été composé pendant la période du Second Temple. Sa langue originale est vraisemblablement l'hébreu. Avant la découverte d'exemplaires des Jubilés en hébreu parmi les manuscrits de la mer Morte, des chercheurs avaient aussi supposé un original en araméen. De l'hébreu, il a été traduit en grec vers le IIIe siècle. Seuls quelques fragments du texte hébreu et quelques citations du texte grec ont été conservés. À partir du grec, il a été traduit en latin et en guèze. C'est dans ces deux dernières langues que la majorité du texte a été conservée. Les seules copies complètes proviennent d'Éthiopie lorsqu'elles ont été ramenées en Europe au XIXe siècle.
Selon Robert Henry Charles, qui a réalisé l'une des premières études des Jubilés au XIXe siècle, le texte hébreu a été rédigé autour du IIe siècle av. J.-C. Il serait l'œuvre d'un pharisien favorable aux Hasmonéens. Il aurait été composé entre l'accession de Jean Hyrcan à la charge de grand-prêtre en 135 av. J.-C. et sa rupture avec les pharisiens, quelques années avant sa mort en 106 av. J.-C. Charles date le texte des années 109-105 car il y voit des allusions à l'accès à la grande prêtrise des Hasmonéens et à la destruction de Samarie par Jean Hyrcan en 109 av. J.-C. La recherche récente a remis en cause l'analyse de Charles et propose plutôt une date comprise entre 170 et 150 av. J.-C. L'apocalypse de Jubilés 23:9-32, qui présente la révolte des jeunes contre les anciens qui ont désobéi à la Torah, est souvent pris comme élément pour dater les Jubilés. Les différentes interprétations de ce passage donnent une datation autour du décret d'Antiochos IV en 167 av. J.-C. qui promeut l'hellénisation de la Judée.
Il emprunte également aux données des géographes grecs archaïques, ce qui montre « un parfait exemple de la culture hellénistique des Juifs de l'époque ».

## Contenu
Le Livre des Jubilés se présente comme une révélation faite à Moïse sur le mont Sinaï. Ce procédé vise à donner au texte une plus grande autorité. La révélation se fait par l'intermédiaire de l'« Ange de la Présence » qui lui-même tient son savoir de tablettes célestes. Le texte suit les récits de la Genèse et de l'Exode jusqu'à l'instauration de la Pâque juive. Le Livre des Jubilés incorpore de nombreuses parties de textes traditionnels midrashiques. Son travail allonge le récit de la Genèse et de l'Exode. Il résout les problèmes du récit original et retranche tout détail dévalorisant l'action des patriarches. Il cherche à montrer que les Patriarches obéissaient à la loi de Moïse et respectaient par exemple le Shabbat. Il précise des détails supplémentaires tels que le nom des femmes de patriarches, d'Adam aux fils de Jacob. Certains passages du livre des Jubilés présentent des parallèles avec le midrash Vayisau. À la manière du Deutéronome, il insère dans son texte des éléments moralisateurs, les uns conformes à la Torah, les autres non.
Les Jubilés donnent une importance particulière aux questions de chronologie. Ses calculs sont basés sur des jubilés de 49 ans, c'est-à-dire de sept semaines d'années, ce qui lui vaut son nom. Pour chacun des événements bibliques, il précise l'année au sein du jubilé correspondant. Il consacre de longues pages au calendrier et prend parti pour une année solaire de 364 jours, ce qui a contribué à son discrédit. Il accorde une grande importance aux fêtes qui, selon lui, ont été observées dès l'époque des Patriarches.
Les anges sont présents dans les récits des Jubilés, ce qui est un trait caractéristique de la période du Second Temple. Ils n'ont cependant pas encore de nom ni d'individualité propre. Quatre classes d'anges sont mentionnées : les anges de la présence, les anges des sanctifications, les anges gardiens des individus et les anges présidant les phénomènes de la nature. Du point de vue de la démonologie, la position des Jubilés est très proche de celle du Nouveau Testament et des écrits apocryphes de l'Ancien Testament.
Le Livre des Jubilés met l'accent sur la nécessité pour les Juifs pratiquants de se séparer des Gentils, c'est-à-dire de ceux dont le comportement les rend impurs. L'un des buts du livre est sans doute de défendre le judaïsme traditionnel contre la pression exercée par la culture grecque ; en effet, les Juifs les plus hellénisés prétendaient que les ajouts lévitiques à la loi mosaïque n'étaient que des dispositions transitoires et qu'ils n'avaient de toute façon pas été observés de manière stricte et cohérente par les patriarches. Pour eux, le temps était venu de supprimer ces règles et de permettre à Israël de prendre sa place parmi les nations, sous la domination des monarchies grecques qui gouvernaient tout le Proche-Orient.
Cette position est dénoncée comme fatale pour la religion et l'identité culturelle juives. Pour les Jubilés, la loi a une validité éternelle et, bien que révélée, elle transcende le temps. Avant qu'elle ait été révélée aux patriarches, elle a, d'après ce livre, été gardée au paradis par les anges. Il précise quelles règles ont été données aux patriarches avant la révélation faite à Moïse. Cette position dogmatique est contraire à toute la tradition rabbinique. D'après les Jubilés, l'hébreu fut la langue parlée à l'origine par toutes les créatures, humaines et animales, et est la langue du paradis. Après la destruction de la tour de Babel, elle fut oubliée, jusqu'à ce qu'Abraham l'ait apprise par des anges. Énosh fut le premier homme à qui les anges apprirent l'écriture et il consigna les secrets de l'astronomie, de la chronologie et des différentes époques du monde.
Enfin, le Livre des Jubilés raconte également la création des anges le premier jour de la création, ainsi que l'histoire des grigoris, groupe d'anges déchus qui s'unirent avec des femmes donnant naissance à une race de géants, les Nephilim, censés exister encore à l'époque de Noé avant d'être détruits par le Déluge.

## Texte et manuscrits
Le texte des Jubilés est connu des auteurs chrétiens jusqu'au XIIe siècle, puis il disparaît pour les chercheurs occidentaux jusqu'à sa redécouverte en Éthiopie au XIXe siècle. La première version disponible en Europe est une copie réalisée en Éthiopie au début du XIXe siècle. Celle-ci est faite à la demande d'un missionnaire puis emmenée à Tübingen. Le texte est publié pour la première fois en 1859 par August Dillmann sur la base de deux manuscrits éthiopiens disponibles alors. Environ un tiers du texte en latin est découvert dans un palimpseste de la Bibliothèque Ambrosienne de Milan et publié en 1861 par A. M. Ceriani. En 1895, Robert Henri Charles publie une nouvelle édition.
Il semble que le livre des Jubilés soit mentionné dans le Document de Damas sous son nom hébreu de « livre des divisions des temps selon leurs jubilés et leurs semaines ». Des fragments du texte en hébreu ont été retrouvés dans les grottes de Qumrân (grottes 1, 2, 3, 4 et 11). Ces fragments appartiennent à 12 ou 13 copies différentes, ce qui témoigne de l'importance que le mouvement spirituel de Qumrân porte au texte. La plus ancienne copie correspond au fragment 4Q216 que les études paléographiques datent de la fin du IIe siècle av. J.-C.
Dans les sources grecques, le texte est connu sous le nom de Jubilés ou Leptogenèse (« Petite Genèse »). Des fragments en grec sont disponibles grâce aux Pères de l'Église (Épiphane de Salamine, Jérôme de Stridon). De larges citations figurent chez des auteurs byzantins du IXe au XIIe siècle (Georges le Syncelle, Georges Cédrène, Jean Zonaras et Michel Glycas). Du texte grec, on ne dispose pas de copie, seules des citations et des allusions au contenu des Jubilés ont survécu. Les citations en grec et en latin ont été rassemblées et publiées au XVIIIe siècle par Johann Albert Fabricius dans son Codex pseudepigraphus Veteris Testamenti.
Une partie du texte latin a été déchiffrée dans un palimpseste, dans un manuscrit en onciale du Ve – VIe siècle. Il préserve 439 versets des 1307 que compte le texte éthiopien. Certains versets sont complets alors que d'autres ne sont lisibles que partiellement. Le reste du manuscrit comporte l'unique version connue de l’Assomption (ou Testament) de Moïse. Le texte éthiopien est connu par 27 manuscrits dont les copies s'étalent entre le XIVe siècle et le début du XXe siècle. Une version en grec semble à la base des versions latine et éthiopienne. La reconstitution d'un texte grec sous-jacent permet en effet d'expliquer certains passages et des différences entre les versions latine et éthiopienne. Il est difficile de dater l'époque où le texte a été traduit en grec mais cette traduction est certainement intervenue avant 220.
Un court texte en syriaque se trouvant dans un manuscrit du VIIIe / IXe siècle au British Museum intitulé « Noms des épouses des patriarches selon le livre qui est appelé Jubilés chez les Hébreux » suggère qu'une traduction en syriaque a pu exister.
La stichométrie de Nicéphore qui compte 4 300 lignes pour le livre des Jubilés permet d'évaluer la quantité de fragments perdus.